# Asperö

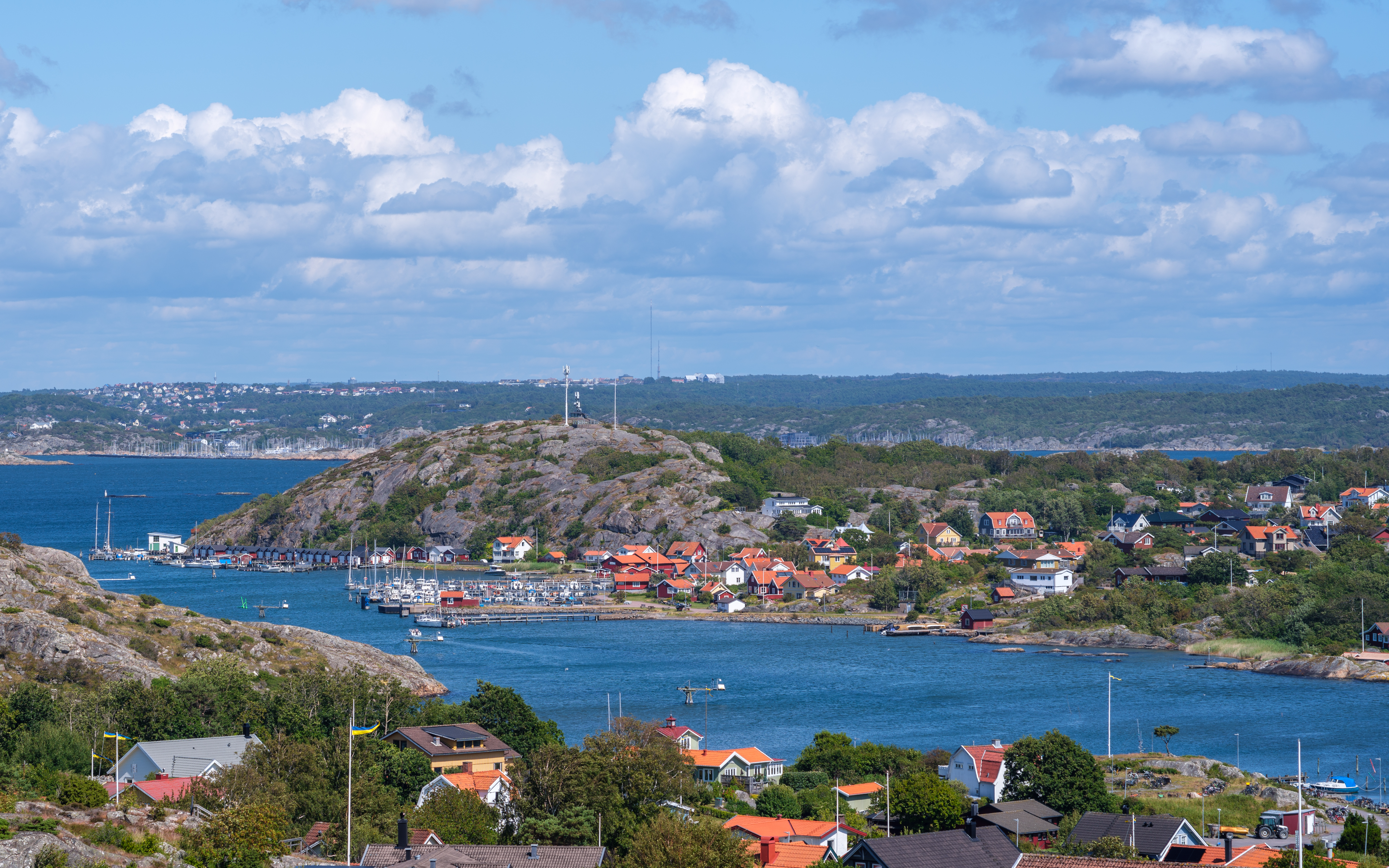
Asperö sett från Brännö.

Asperö är en tätort  i Styrsö socken i Västergötland och en ö i Göteborgs södra skärgård. Den ingår i primärområdet Södra skärgården i Göteborgs kommun. Sedan 2011 är skärgården en del av stadsdelsnämndsområdet Västra Göteborg. 
Öns areal är cirka 92 hektar, den bebyggda ytan är 32,69 hektar.

## Historia
Namnet Asperö förekommer i skriftliga källor som Aspærø ca 1300, och innehåller genitiv av trädbeteckningen asp, sannolikt i kollektiv betydelse, och ordet ö. Ytterligare äldre belägg för namnet är Assperöö 1565 och Asparö 1737. Ett gammalt öknamn på öborna var "Krabbor".
Asperö var och är beläget i Styrsö socken och för orten/ön inrättades 3 september 1915 Asperö municipalsamhälle i Styrsö landskommun. Municipalsamhället upplöstes 31 december 1959.

### Befolkningsutveckling
| Befolkningsutvecklingen i Asperö 1980–2020 | Befolkningsutvecklingen i Asperö 1980–2020 | Befolkningsutvecklingen i Asperö 1980–2020 | Befolkningsutvecklingen i Asperö 1980–2020 | Befolkningsutvecklingen i Asperö 1980–2020 |
| ------------------------------------------ | ------------------------------------------ | ------------------------------------------ | ------------------------------------------ | ------------------------------------------ |
|                                            |                                            |                                            |                                            |                                            |
| År                                         |                                            |                                            | Folkmängd                                  | Areal (ha)                                 |
| 1980                                       | 1980                                       |                                            | 288                                        |                                            |
| 1990                                       | 1990                                       |                                            | 366                                        | 33                                         |
| 1995                                       | 1995                                       |                                            | 435                                        | 33                                         |
| 2000                                       | 2000                                       |                                            | 449                                        | 33                                         |
| 2005                                       | 2005                                       |                                            | 424                                        | 33                                         |
| 2010                                       | 2010                                       |                                            | 402                                        | 33                                         |
| 2015                                       | 2015                                       |                                            | 398                                        | 38                                         |
| 2020                                       | 2020                                       |                                            | 421                                        | 38                                         |
| Anm.: Ny tätort 1980                       |                                            |                                            |                                            |                                            |

## Kommunikationer
Asperö trafikeras av Västtrafiks passagerarfärjor som utgår från Saltholmen. På ön ligger en mindre badplats med bryggor och en liten sandstrand.

## Utbildning
På Asperö finns förskola och skola upp till år 3 med sammanlagt c:a 50 elever.

## Kyrka
Asperö kyrka invigdes 1990.

## Bilder

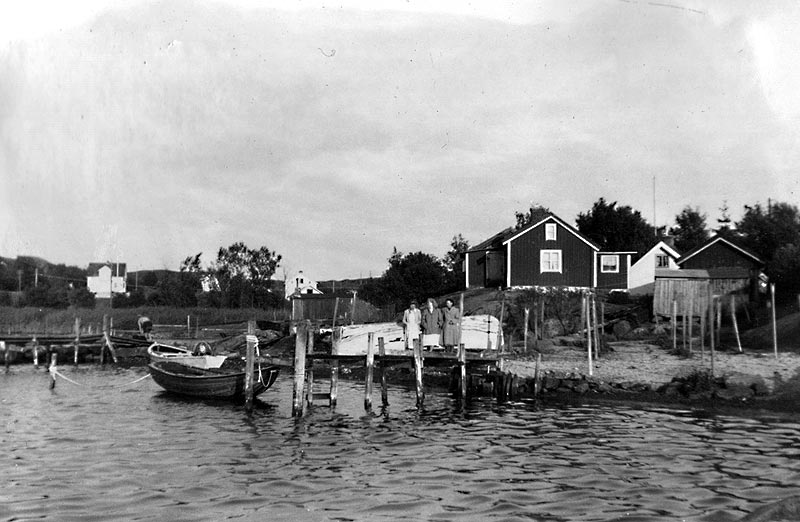
Sommaren 1950
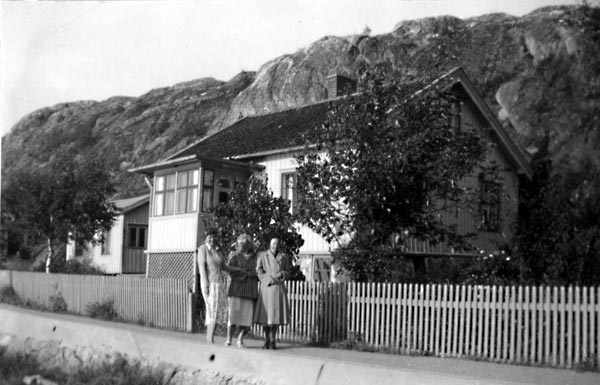
Sommaren 1950
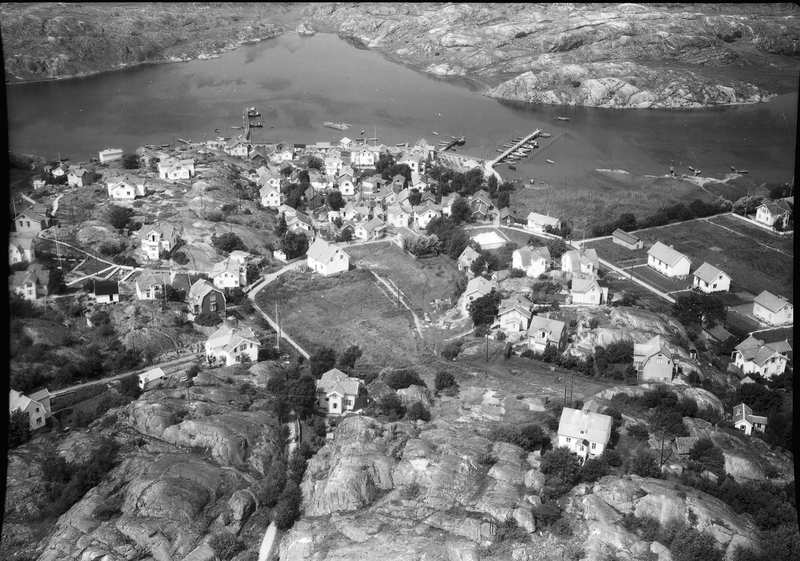
Flygfoto 1960
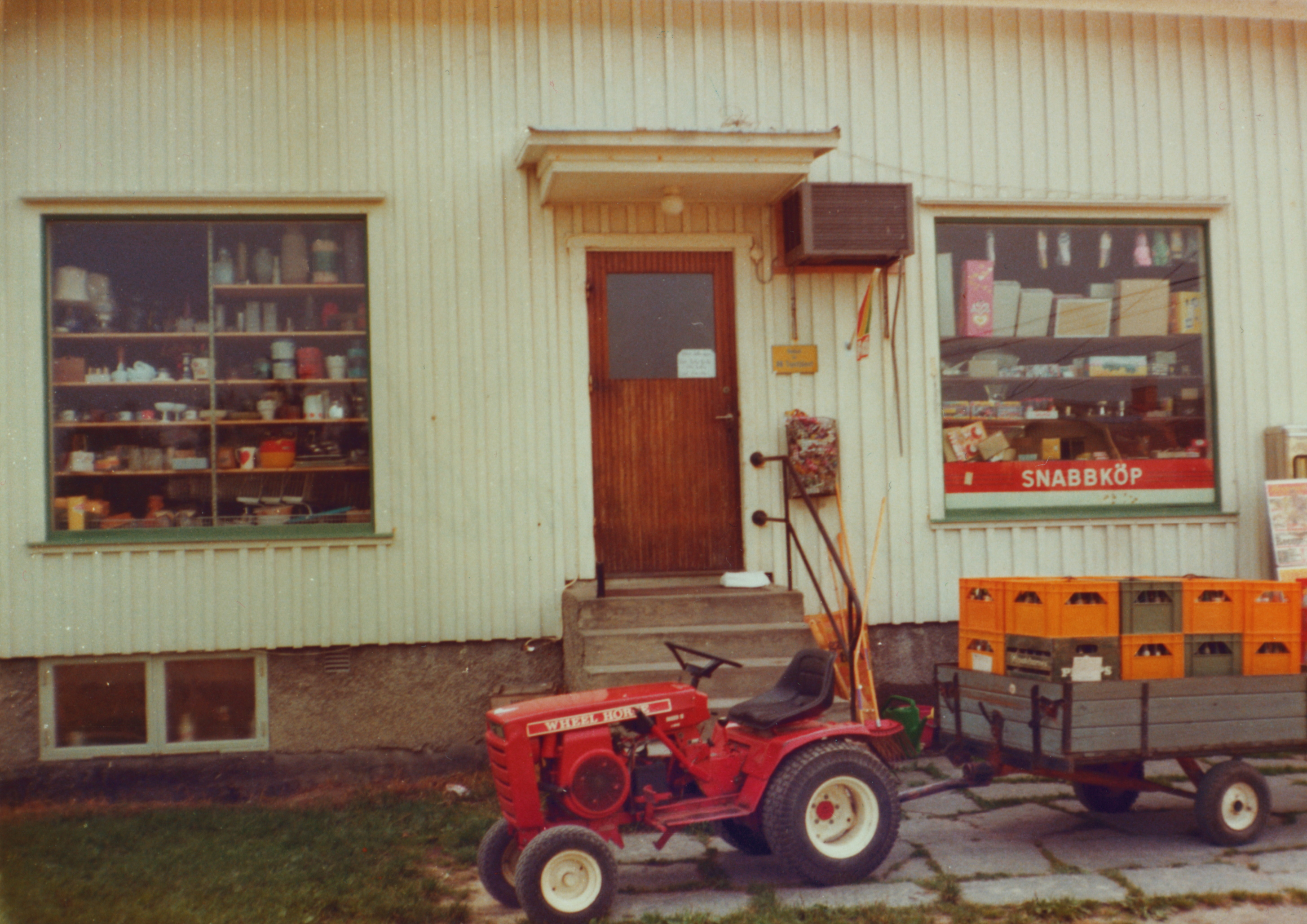
Snabbköp ca 1980